# Bupalus piniarius
Bupalus piniarius là một loài bướm đêm trong họ Geometridae.

## Hình ảnh

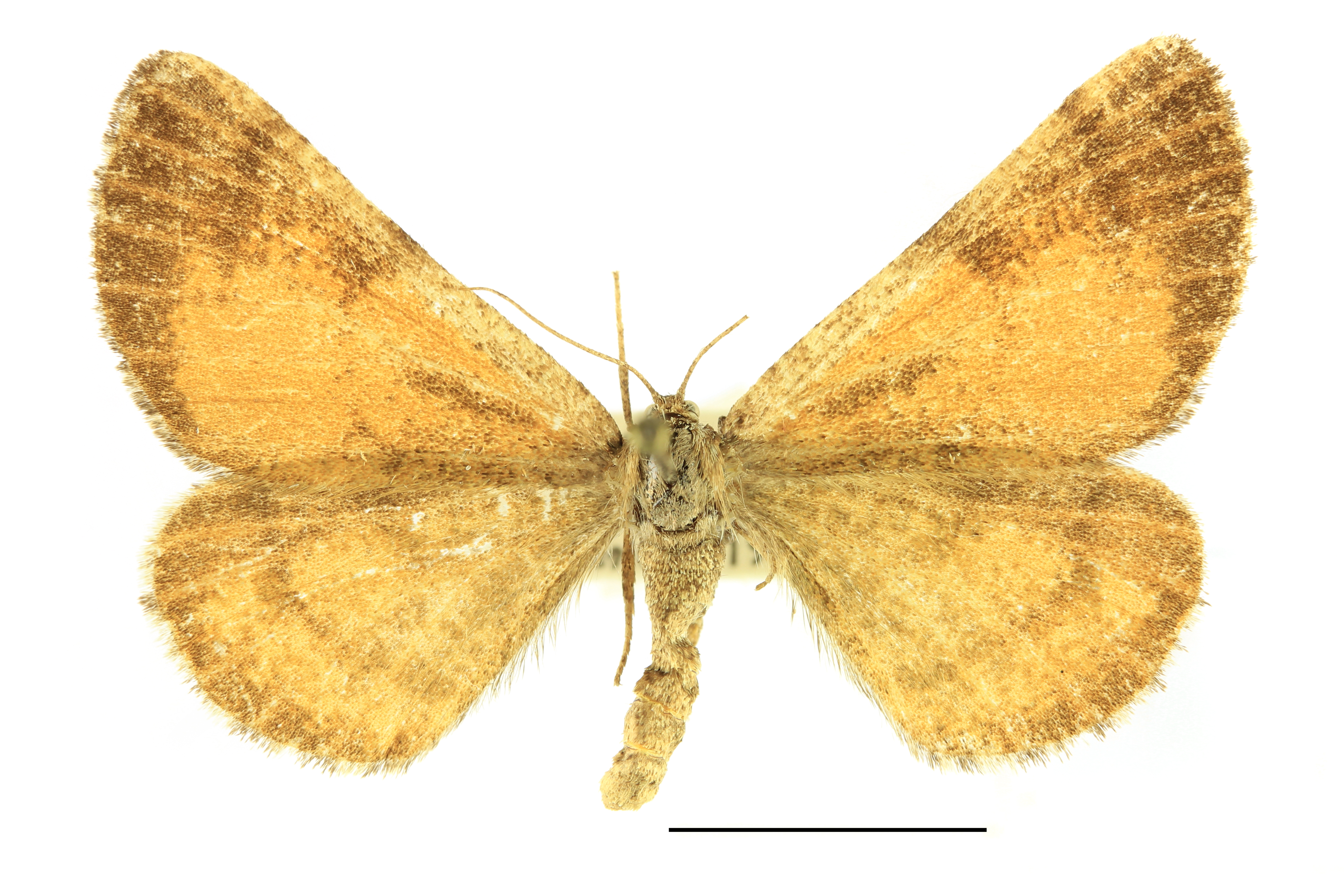
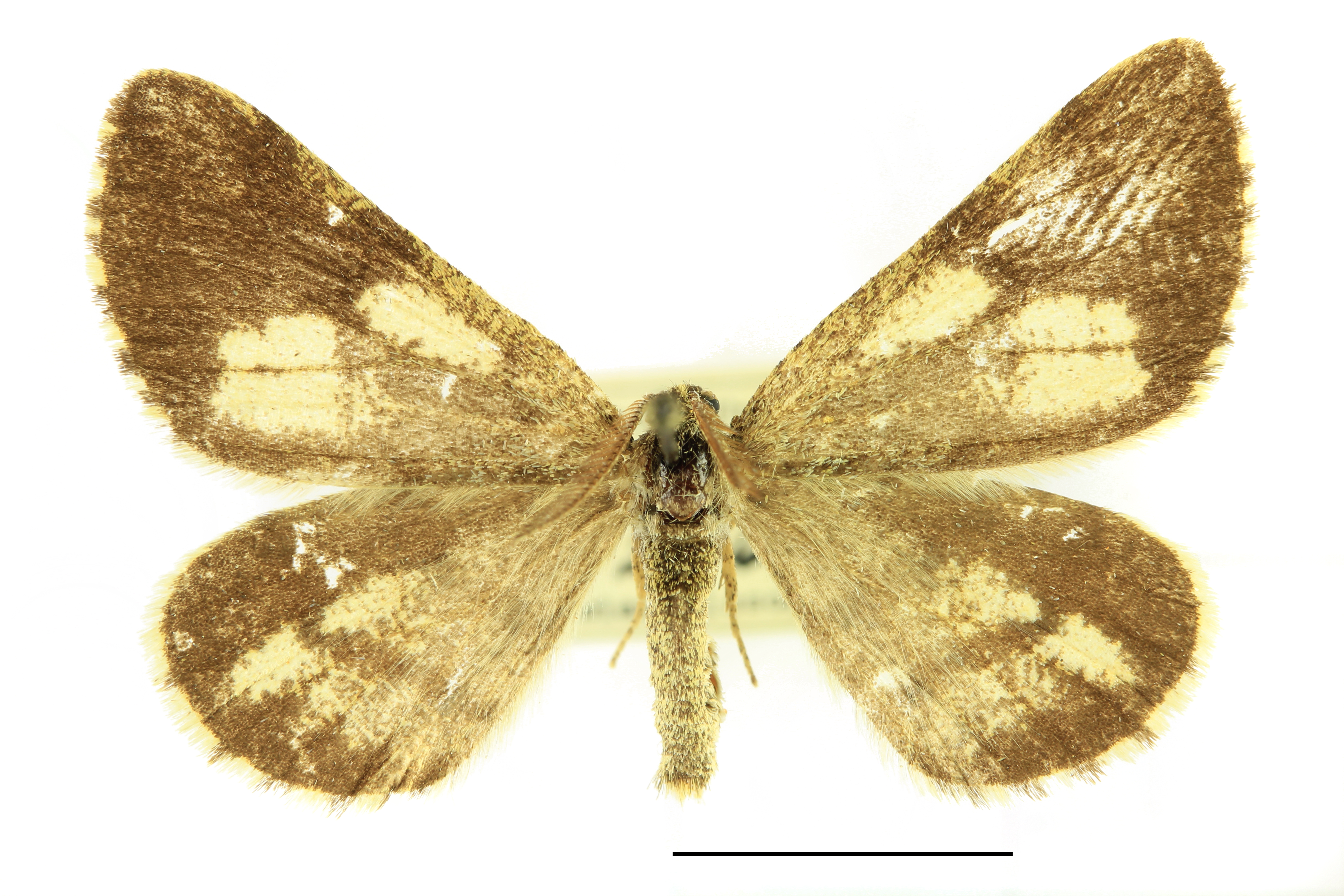